# Clos du Germi
Le Clos du Germi est un domaine viticole situé sur un coteau plein sud face à la Meuse à Ampsin (entre Amay et Huy) en province de Liège, Belgique. 

## Historique
A la période Romaine, Jules César fut à l'origine de l'introduction de la culture romaine et la culture du vin. La période Mérovingienne, marque les premières traces de la viticulture en région mosane. C'est à Amay que l'on mentionna la culture de la vigne en 634. En 817, le cépage et le vin s'appelaient le Briolet. À l'époque médiévale, la vigne prospéra de Namur à Liège en passant par Huy et Amay. Les religieux perfectionnèrent et développèrent la viticulture. Au cours de l'ancien Régime, du XVe siècle au XVIIe siècle, la production vinicole se développa. La culture de la vigne prospéra jusqu'en 1914, le dernier vignoble à Huy, ne put résister aux maladies (phylloxéra) et à l'industrialisation, elle périclita à la fin de la Seconde Guerre mondiale.

## Le vignoble
Le Clos du Germi a vu le jour en 1999 après avoir été la propriété de Philippe Légaz. Il produisit à l'époque « Le Clos Henrotia ». La roche se trouve à moins de 30 centimètres de profondeur, principalement du grès. Une protection du vignoble est réalisée d'une part par un mur en pierres provenant d'un cimetière et d'autre part par une végétation arbustive. Le vignoble est constitué de Pinot noir et de Pinot gris taillé en double arcure.